# HORIZON (T-SQUAREのアルバム)
『HORIZON』（ホライズン）は、T-SQUAREの46枚目のアルバムである。2019年4月24日にリリース。 

## 解説
スクェア46枚目のオリジナルアルバム。
本作は2005年バンド形態復活のメンバーとして初のロサンゼルス・レコーディングが行われたアルバム。レコーディングエンジニアにはSteve Sykes、ミックスは前作・前々作に引き続きDavid Reitzasを起用。
録音直前の2月6日、キーボードの河野啓三が脳出血のために緊急入院。2019年内すべての日程をキャンセルするか否か検討されたが、河野が本作用の楽曲準備・編曲などのプリプロダクションをほぼ終えていたこと、河野本人から「その内容を代役プレイヤーで実施（演奏）できるなら予定通りレコーディングを止めずに進めて欲しい」という意向を家族経由で受けたことから、代役のキーボーディストに伊東たけしの盟友でT-SQUAREとも関わりのあるフィリップ・セスを起用し予定通りレコーディングが行われた。河野は従来通りメンバーとして表記され、ブックレットも他のメンバーと共にプロフィール写真が掲載されている。
2枚組で、特典DVD付属。ロサンゼルスでのレコーディング風景に密着した「T-SQUARE 84h in Los Angeles」を収録。
同年5月29日にはバーニー・グランドマンのカッティングによるアナログLPが発売。
ただし、CD9曲目の「Some Other Time」がカット、残り8曲の曲順もCDと異なる。

## 収録曲
CD盤
1. SKY DRIVE - 坂東慧作曲
2. Kasareria - 河野啓三作曲
3. Lonesome George - 安藤正容作曲
4. 追憶の街 - 坂東慧作曲
5. Horizon - 坂東慧作曲
6. Love Game - 安藤正容作曲
7. Samba de Bantha - 河野啓三作曲
8. Parallel World - 坂東慧作曲
9. Some Other Time - 河野啓三作曲

アナログ盤
SIDE A
1. Horizon - 坂東慧作曲
2. Kasareria - 河野啓三作曲
3. Lonesome George - 安藤正容作曲
4. 追憶の街 - 坂東慧作曲

SIDE B
1. Love Game - 安藤正容作曲
2. Parallel World - 坂東慧作曲
3. Samba de Bantha - 河野啓三作曲
4. SKY DRIVE - 坂東慧作曲

## ミュージシャン
- T-SQUARE
  - 安藤正容 - Guitars
  - 伊東たけし - Alto Sax, EWI, Flute
  - 河野啓三 - Keyboards
  - 坂東慧 - Drums
- Special Support
  - 田中晋吾 - Bass
- Special Guest Musicians
  - Phillippe Saisse - Acoustic Piano, Rhodes Piano, Vocoder, Synthesizer and keyboard arrangements
  - Andrew Lippman - Trombone（#6）